# Julian Beck
Pour les articles homonymes, voir Beck.
Julian Beck (né le 31 mai 1925 à New York et mort dans la même ville le 14 septembre 1985) est un acteur, un metteur en scène, un directeur de théâtre, un poète et un peintre américain.

## Biographie
Beck est né à Washington Heights, un quartier de Manhattan. Il est le fils de Mabel Lucille (née Blum), une enseignante, et d'Irving Beck, un homme d'affaires. Il s'inscrit brièvement à l'université Yale, mais abandonne ses études pour se consacrer à l'écriture et à la peinture. Dans les années 1940, il peint des tableaux qui relèvent de l'expressionnisme abstrait, mais sa carrière connaît un tournant radical lorsqu'il rencontre en 1943 Judith Malina. Elle devient sa femme le 30 octobre 1948 et lui fait partager sa passion pour le théâtre ; ensemble, ils fondent en 1947 le Living Theatre, qu'ils codirigent jusqu'au décès de Beck en 1985.

## Filmographie
- 1967 : Œdipe roi de Pier Paolo Pasolini
- 1968 : Candy de Christian Marquand
- 1969 : La Contestation (Amore e rabbia)
- 1969 : Être libre (réalisation collective)
- 1984 : Cotton Club de Francis Ford Coppola
- 1985 : Poltergeist 2 (Poltergeist II: The Other Side) de Brian Gibson
- 1986 : 9 semaines 1/2 d'Adrian Lyne

## Mort
Un cancer de l'estomac lui est diagnostiqué en 1983. Après avoir tourné dans le film Poltergeist II de fin mai à fin juillet 1985, dans le rôle du révérend Kane, il meurt à l'hôpital Mount Sinai à New York le 14 septembre 1985, âgé de soixante ans.
Il avait été justement engagé pour le film Poltergeist II à cause de son cancer en phase terminale : selon la production, la maladie et le traitement lui donnaient un visage squelettique naturellement marqué et une allure effrayante sans besoin de maquillage. Le « monstrueux révérend Kane » était donc en réalité un homme mourant.
Il meurt avant de pouvoir enregistrer les voix-off qu'il devait placer sur certaines séquences du film pendant le montage, la production a donc du faire appel à un doubleur pour certaines répliques. Il est enterré au cimetière de Cedar Park, à Emerson (New Jersey).

## Audiovisuel

### Télévision
- Living Theatre : le théâtre anarchiste, Radio-télévision belge de la Communauté française, Sonuma, 16 mai 1962[2].

1985 - Miami Vice, Saison 2 épisode 2 (J.J. Johnston).

## Sources et références
1. ↑  Julian Beck Biography (1925-1925)
2. ↑  voir en ligne

- (en) Cet article est partiellement ou en totalité issu de l’article de Wikipédia en anglais intitulé « Julian Beck » (voir la liste des auteurs).